# Cleopatra Selene II

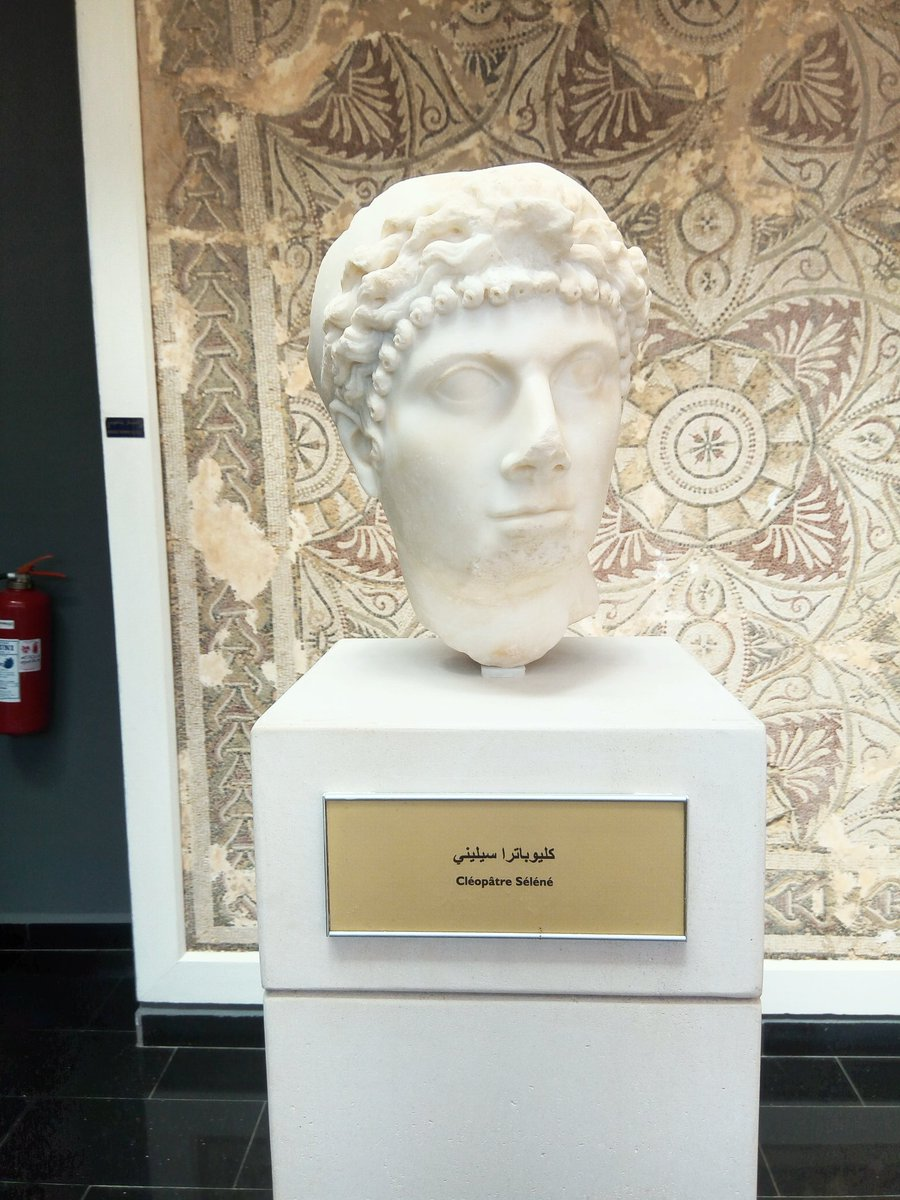
Busto de Cleopatra Selene II encontrado en las excavaciones de Cherchell.

Cleopatra Selene II  (40 a. C.-6 d. C.), también conocida como Cleopatra VIII, fue una princesa ptolemaica. Era la hija de Cleopatra VII y Marco Antonio, y hermana melliza de Alejandro Helios. Su linaje, por tanto, poseía sangre griega y romana.

## Biografía

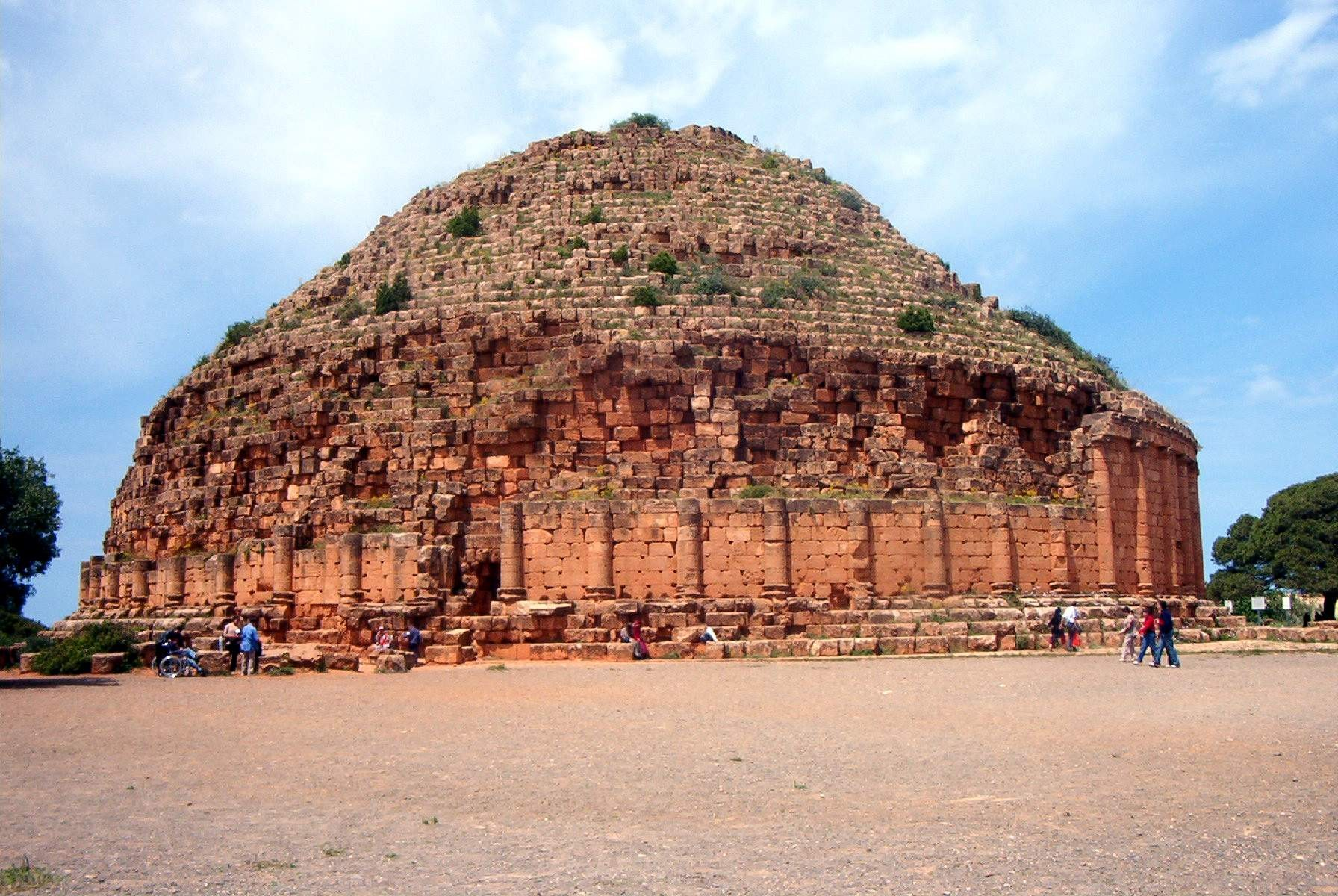
Mausoleo real de Mauritania, próximo a Tipasa, en el que se cree está enterrados Juba y Cleopatra Selene.

Nació, creció y recibió educación en Alejandría, Egipto. A finales del año 34 a. C., durante las Donaciones de Alejandría, fue hecha gobernadora de Cirenaica y Libia. Sus padres fueron derrotados por Augusto durante la batalla naval de Accio (Grecia) en el año 31 a. C. y solo un año más tarde se suicidaron mientras Augusto y su ejército invadían Egipto.
Augusto se llevó a Cleopatra y a sus hermanos de Egipto a Italia, para celebrar su triunfo militar en Roma, haciendo que los tres huérfanos desfilaran por sus calles con pesadas cadenas de oro. El futuro emperador entregó luego a los niños a su hermana Octavia la Menor para que crecieran en su casa de Roma. Ella siempre fue su guardiana al ser, además de la hermana del emperador, la viuda del padre de los pequeños.
Entre los años 26 y 20 a. C., Augusto preparó el casamiento en Roma de Cleopatra con el rey númida Juba II. Como presente, el emperador le dio una gran dote y la designó reina de Numidia. A cambio, Cleopatra se convirtió en aliada de Roma. Por aquel entonces, sus hermanos Alejandro Helios y Ptolomeo Filadelfo ya habían muerto, probablemente por enfermedad o asesinados.
Juba y Cleopatra regresaron a Numidia pero no reinaron durante mucho tiempo. Los nativos númidas no aprobaron que Juba adoptara las formas romanas, lo que causó malestar entre la población. La pareja se vio forzada a abandonar su tierra y establecerse en Mauritania, donde bautizaron su nueva capital con el nombre de Cesarea (actualmente Cherchell, Argelia), en honor al emperador.
Es posible que Cleopatra ejerciera gran influencia en las políticas diseñadas por Juba, contribuyendo al florecimiento del reino mauritano a través de  las exportaciones y comercio por el Mediterráneo. Se llevaron a cabo varios proyectos de edificación y escultura (incluyendo el gran mausoleo, donde la pareja real fue enterrada, de planta circular, cuerpo cónico y cuarenta metros de altura) en Cesarea y en Volubilis, exhibiendo una rica mezcla de estilos arquitectónicos del Antiguo Egipto, la Grecia clásica y el Imperio romano.
Cleopatra y Juba tuvieron varios hijos: Cleopatra de Mauritania (muerta todavía niña en 5 a. C.), Ptolomeo de Mauritania (19 a. C.-40 d. C.) y Drusila de Mauritania (nacida en el año 15 a. C.). Zenobia, reina de Palmira, se consideraba descendiente de ellos a través de Ptolomeo, que se casaría con una dama siria de la ciudad de Emesa.
No han llegado hasta nosotros escritos sobre la vida de Cleopatra. Sí lo han hecho, en cambio, monedas y monumentos que sugieren que la joven heredó la voluntad de hierro y la perseverancia de las reinas ptolemaicas. Religiosa y patriota orgullosa de sus herencias egipcia y griega, no demostró demasiado apego a sus antepasados romanos pues quiso mantener y continuar el legado ptolemaico.

## Epónimos
Uno de los dos satélites del asteroide (216) Kleopatra fue nombrado Cleoselene en su honor.